# Феофилакт (Дзумеркас)
Митрополи́т Феофила́кт (греч. Μητροπολίτης Θεοφύλακτος, в миру Константи́нос Дзуме́ркас, греч. Κωνσταντίνος Τζουμέρκας; род. 1945, Эксохи) — епископ Александрийской православной церкви, старец-митрополит Кесарийский.

## Биография
Окончил школу в Эксохи. В молодости поступил в Ватопедский монастырь на Афоне, где принял монашество. Окончил Афониаду. Являлся главным секретарём и библиотекарем в монастыре Ватопед.
Окончил богословский факультет Университета Аристотеля в Салониках и стал преподавателем.
В 1966 году хиротонисан во диакона, а в 1969 году — во пресвитера. Служил в Верийской и Ларисской и Родосской митрополиях Элладской Православной Церкви. В 1979—1984 года — клирик храма Живоносный источник в Лариссе.
В 1991 году перешёл в клир в Карфагенской митрополии Александрийской православной церкви, где был назначен настоятелем Георгиевского собора в Триполи (Ливия) и главой средней школы при соборе.
Он развил большую активность, создав Греческий Центр для обучения греческому языку детей смешанных браков и всех желающих. Усилиями архимандриа Феофилакта и благодаря пожертвованиям кипрского предприятия Иоанну и Параскеваидис были полностью отремонтированы Георгиевский храм, а также митрополичий двор, дом священника и греческая школа при нём.
23 ноября 1999 года решением Священного синода Александрийской православной церкви был избран титулярным епископом Вавилонским и назначен настоятелем монастыря святого Георгия в Старом Каире.
26 ноября 1999 года состоялась его епископская хиротония. При нём были обновлены собор с прилегающим православным кладбищем.
27 октября 2004 года решением Священного синода Александрийского патриархата по предложению Папы и Патриарха Александрийского Феодора II был единогласно избран правящим архиереем возрождённой Триполийской митрополии.
После начала гражданской войны в Ливии в 2011 году митрополит Феофилакт остался в Триполи, несмотря на бомбёжки города силами НАТО. Мужественный поступок митрополита вызвал восхищение во всём греческом мире, а Патриарх Александрийский Феодор II даже сравнил митрополита Триполи с греческим национальным героем войны начала XX века митрополитом Хризостомом Смирнским, который отказался покидать Смирну после сдачи города туркам и был убит вместе с большинством оставшихся греков. Он всё же бежал из ливийской столицы 4 июля 2014 года, из-за угроз фанатиков-исламистов, которые после свержения Муаммара Каддафи вышли из-под контроля. Как он говорил в 2020 году: «Я уехал 4 июля 2014 года, надеясь, что, как только всё уляжется, я вернусь. Через неделю они закрыли границу, закрыли аэропорты, и доступ стал невозможен. С тех пор я каждый день живу надеждой на возвращение».
15 февраля 2024 года решением Священного Синода Александрийской православной церкви ему присвоено звание старца-митрополита Кесарийского.